# Championnat d'Égypte de football 2006-2007
Navigation
Saison précédente Saison suivante
La saison 2006-2007 du Championnat d'Égypte de football est la 50e édition du championnat de première division égyptien. Seize clubs égyptiens prennent part au championnat organisé par la fédération. Les équipes sont regroupées au sein d'une poule unique où elles rencontrent leurs adversaires deux fois, à domicile et à l'extérieur. À l'issue du championnat, les trois derniers du classement sont relégués et remplacés par les trois meilleures équipes de D2.
C'est le club d'Al Ahly SC, double tenant du titre, qui remporte à nouveau la compétition, après avoir terminé en tête du classement final, avec cinq points d'avance sur le Zamalek SC et six sur l'Ismaily SC. C'est le 32e titre de champion d'Égypte de l'histoire du club, qui réalise une fois encore le triplé championnat-Coupe d'Égypte-Supercoupe d'Égypte.

## Les clubs participants
| - Al Ahly SC - Zamalek SC - Ittihad Alexandrie - Ismaily SC - Tanta FC - Promu de D2 - Suez Ciment - ENPPI Club - Petrojet Football Club - Promu de D2 | - Tala'ea El Geish - Al Olympi - Promu de D2 - Assiout Petroleum - Promu de D2 - Al-Moqaouloun - Al-Masry Club - Ghazl El Mahallah - Haras El Hodood - Tersana SC - Promu de D2 |

## Compétition

### Classement
Le classement est établi sur le barème de points classique (victoire à 3 points, match nul à 1, défaite à 0).
| Rang | Équipe                   | Pts | J  | G  | N  | P  | Bp | Bc | Diff |
| ---- | ------------------------ | --- | -- | -- | -- | -- | -- | -- | ---- |
| 1    | Al Ahly SC T C           | 73  | 30 | 23 | 4  | 3  | 64 | 17 | +47  |
| 2    | Zamalek SC               | 68  | 30 | 21 | 5  | 4  | 58 | 23 | +35  |
| 3    | Ismaily SC               | 67  | 30 | 20 | 7  | 3  | 64 | 23 | +41  |
| 4    | Tala'ea El Geish         | 44  | 30 | 11 | 11 | 8  | 31 | 29 | +2   |
| 5    | Haras El Hodood          | 44  | 30 | 12 | 8  | 10 | 36 | 39 | -3   |
| 6    | Ghazl El Mahallah        | 42  | 30 | 12 | 6  | 12 | 33 | 28 | +5   |
| 7    | Petrojet Football Club P | 40  | 30 | 9  | 13 | 8  | 36 | 39 | -3   |
| 8    | Al-Moqaouloun            | 37  | 30 | 9  | 10 | 11 | 21 | 30 | -9   |
| 9    | ENPPI Club               | 35  | 30 | 8  | 11 | 11 | 21 | 26 | -5   |
| 10   | Al-Masry Club            | 35  | 30 | 9  | 8  | 13 | 23 | 33 | -10  |
| 11   | Suez Ciment              | 33  | 30 | 9  | 6  | 15 | 25 | 39 | -14  |
| 12   | Tersana SC P             | 31  | 30 | 6  | 13 | 11 | 26 | 28 | -2   |
| 13   | Ittihad Alexandrie       | 31  | 30 | 6  | 7  | 9  | 27 | 40 | -13  |
| 14   | Tanta FC P               | 26  | 30 | 5  | 11 | 14 | 20 | 37 | -17  |
| 15   | Assiout Petroleum P      | 22  | 30 | 4  | 10 | 16 | 21 | 44 | -23  |
| 16   | Al Olympi P              | 22  | 30 | 5  | 7  | 18 | 22 | 53 | -31  |

| Légende : Qualifications et relégations | Légende : Qualifications et relégations                                |
| --------------------------------------- | ---------------------------------------------------------------------- |
|                                         | Qualification pour la Ligue des champions 2008                         |
|                                         | Qualification pour la Ligue des champions arabes 2007-2008             |
|                                         | Qualification pour la Coupe de la CAF 2008                             |
|                                         | Relégation directe en deuxième division                                |
|                                         | T : Tenant du titre C : Vainqueur de la Coupe d'Égypte P : Promu de D2 |

## Bilan de la saison
| Championnat d'Égypte de football 2006-2007 |                        |
| Champion                                   | Al Ahly SC (32e titre) |
| Coupes et trophées                         |                        |
| Vainqueur de la Coupe d'Égypte 2006-2007   | Al Ahly SC             |
| Vainqueur de la Supercoupe d'Égypte        | Al Ahly SC             |
| Qualifications continentales               |                        |
| Ligue des champions 2008                   | Al Ahly SC             |
| Ligue des champions 2008                   | Zamalek SC             |
| Ligue des champions arabes 2007-2008       | Tala'ea El Geish       |
| Ligue des champions arabes 2007-2008       | Al-Masry Club          |
| Coupe de la CAF 2008                       | Haras El Hodood        |
| Promotions et relégations                  |                        |
| Promus en Egyptian Premier League          | Aluminium Nag Hammadi  |
| Promus en Egyptian Premier League          | Baladiyyat El Mahallah |
| Promus en Egyptian Premier League          | Itesalat               |
| Relégués en Egyptian Second League         | Tanta FC               |
| Relégués en Egyptian Second League         | Assiout Petroleum      |
| Relégués en Egyptian Second League         | Al Olympi              |